# Battaglia di Schellenberg
La battaglia di Schellenberg, nota anche come battaglia di Donauwörth, fu combattuta il 2 luglio 1704 durante la guerra di successione spagnola. Lo scontro faceva parte della campagna del Duca di Marlborough per salvare la capitale della asburgica di Vienna da una minacciosa avanzata delle forze franco-bavaresi del re Luigi XIV, stanziate nella Germania meridionale. Marlborough aveva iniziato la sua marcia da Bedburg, vicino a Colonia, il 19 maggio; nel giro di cinque settimane aveva collegato le sue forze con quelle del Margravio di Baden, prima di proseguire verso il fiume Danubio. Una volta giunti nella Germania meridionale, il compito degli Alleati era stato quello di indurre Massimiliano Emanuele, Elettore di Baviera, ad abbandonare la sua alleanza con Luigi XIV e a ricongiungersi alla Grande Alleanza; ma per forzare la questione, gli Alleati dovevano prima assicurarsi una testa di ponte fortificata e un centro logistico sul Danubio, attraverso la quale i loro rifornimenti potessero attraversare il sud del fiume fino al cuore delle terre dell'Elettore. A questo scopo, Marlborough scelse la città di Donauwörth.
Una volta che l'Elettore e il suo co-comandante, il maresciallo Marsin, seppero dell'obiettivo degli Alleati, inviarono il Conte d'Arco con una forza avanzata di 12 000 uomini dal loro campo principale a Dillingen per rafforzare e tenere le alture di Schellenberg sopra la città. Rifiutando un assedio prolungato, Marlborough decise di effettuare un assalto rapido, prima che la posizione potesse essere resa inespugnabile. Dopo due tentativi falliti di assaltare le barricate, i comandanti alleati, agendo all'unisono, riuscirono finalmente a sopraffare i difensori. Erano bastate due ore per assicurarsi la testa di ponte sul fiume in una gara combattuta, ma dopo la vittoria lo slancio si perse nell'indecisione. La deliberata devastazione delle terre dell'Elettore in Baviera non riuscì a portare Massimiliano Emanuele alla battaglia o a convincerlo a tornare all'ovile imperiale. Solo quando il maresciallo Tallard arrivò con i rinforzi per rafforzare le forze dell'Elettore, e il principe Eugenio di Savoia giunse dal Reno per sostenere gli Alleati, si crearono le premesse per l'azione decisiva nella battaglia di Blenheim del mese successivo.